# Crossroads – Dogonić marzenia
Crossroads - Dogonić marzenia – amerykański film komediowy z 2002 roku w reżyserii Tamry Davis. Znany przede wszystkim dzięki piosenkarce Britney Spears, która zagrała w filmie główną rolę.

## Fabuła
Trzy przyjaciółki: Lucy Wagner (Britney Spears), Kit (Zoe Saldaña) i Mimi (Taryn Manning) w wieku 10 lat zakopują w pobliskim parku pudełko ze schowanymi przez siebie rzeczami. Umawiają się, że odkopią pudełko zaraz po balu maturalnym. Mija osiem lat. W noc balową znajdują skrzyneczkę i choć w ten czas stosunki między nimi zmieniły się, wspólnie postanawiają wyruszyć do Los Angeles. Lucy chce spotkać się z matką - takie było jej marzenie „włożone” do skrzynki - która porzuciła córkę, gdy ta miała 3 latka; Kit chce spotkać się z niewidzianym od pół roku narzeczonym Dylanem (Richard Voll) - i zawsze chciała wyjść za mąż; natomiast Mimi, która jest w ciąży, w LA zamierza zrobić karierę piosenkarki - już od dawna marzyła o zwiedzenu świata i śpiewaniu w różnych miejscach. Wspólnie ze znajomym Mimi, Benem (Anson Mount), wyruszają do Los Angeles przez Arizonę, Luizjanę, Kalifornię itd.

## Obsada
- Britney Spears i Jamie Lynn Spears - Lucy Wagner
- Zoe Saldaña - Kit
- Taryn Manning - Mimi
- Anson Mount - Ben Kimble
- Dan Aykroyd - Pete Wagner
- Justin Long - Henry
- Kim Cattrall - Caroline Wagner
- Richard Voll - Dylan
- Kyle Davis - hip-hopowiec
- Shonda Farr - przyjaciółka Kit
- Bahni Turpin - pani Jenson
- Beverly Johnson - matka Kit
- Kool Moe Dee - właściciel baru
- Olivia Hallinan - Hillary Barns

## Produkcja
Zdjęcia kręcono w Luizjanie i Los Angeles.